# Elionor d'Urgell
|  | No s'ha de confondre amb la seva tia Elionor d'Aragó i Montferrat, infanta d'Urgell i ermitana. |

Elionor d'Urgell (Balaguer, c. 1410 - d. 1460) fou infanta d'Urgell, duquessa d'Amalfi i princesa de Salern. Va ser segona filla del comte Jaume II d'Urgell.
Va néixer probablement a Balaguer a finals de 1409 o principis de l'any següent. Era filla del comte Jaume II d'Urgell i d'Isabel d'Aragó. Arran del fracàs de la Revolta del comte d'Urgell, fou tramesa durant un breu període al monestir de Sixena amb la seva mare. Després va anar a viure amb la seva germana Isabel a Balaguer, a casa de Ramon d'Empúries, que li permeté anar a la cort reial de València, a Castella, i finalment l'educà la vídua de Ferran I. Des del 1422, tant ella com les seves germanes, foren deixades sota la tutela de Guillem de Barutell. Malgrat la seva oposició a l'enllaç, el 1438 va ser casada per Alfons IV amb Raimondo Orsini, comte de Nola. El rei li donà com a dot el ducat d'Amalfi i el 1439 nomenà Raimondo Orsini príncep de Salern, motiu pel qual Elionor d'Urgell és coneguda també com la princesa de Salern.
Després de la mort de Raimondo Orsini, ocorreguda el mes d'octubre de 1459, Elionor es retirà a Amalfi, on consta en diversos documents com a duquessa d'Amalfi i princesa de Salern. Juntament amb altres nobles napolitans, prengué partit per la causa angevina i ajudà Joan, duc de Lorena en el seu enfrontament contra Ferran I. A finals de 1460 el rei Ferran ja havia confiscat el ducat d'Amalfi a Elionor com a represàlia per la seva rebel·lió. Es desconeix si Elionor tornà a Catalunya o si pel contrari morí al regne de Nàpols.